# Microsoft Synthesizer
Microsoft Synthesizer(マイクロソフト シンセサイザー)は、DirectXに付属するソフトウェア・シンセサイザーである。

## 概要
DirectX 5.0以降のDirectMusicの一部である(音色は自作したものに変更することができる)。DirectX 6.1あたりから本格的に使用可能となった。Microsoft Synthesizerを利用するためのライブラリは、2007年8月のDirectX SDKのリリースを最後に、以降は削除されている。

## 音源
波形データはローランドからライセンス供与されている。音色配列はローランド社のSC-33相当と言われている。
この音源はMicrosoft GS Wavetable SW Synthにも使用される。そのため、仕様や主な問題点などは、ほぼ共通している。

### 仕様
名前の通りRoland社のGSに準拠する。最大16パート、226音色、8ドラムセット+1SFXセットを搭載している。WindowsのシステムフォルダにDLS-1フォーマットで、サンプリング周波数22050Hz、16bit量子化された約3MBの音色ファイルが格納される。

### 主な問題点
- リバーブが搭載されているが、本来DirectSoundで提供される環境リバーブと連携したものであるため、MIDI 製作者側からリバーブの強さを指定することはできず、またパートごとの指定も無視される。加えて、LPF、コーラス、ディレイ、イコライザ等もない。
- GSなのに音色も少々足りない。
  - SC-33 や SC-55mkII に近い音を搭載しているが、一部の音色は省略され、エンベロープやピッチの調整で代用される(Choir AahsとEcho Drops、Snare TightとConcert SDなど)。
  - 一部のマルチサンプリングが省略されている(Violin、Strings、Kotoなど)。
  - 本来フィルターで加工されて鳴る音が単なる PCM 波形になっており、音の明るさが変化しない(Synth Brass 2、Sweep Pad、Brightnessなど)。
- GMの命令すら対応していない、また一部の命令を正しく解釈しない。
- 音色データがバージョンアップされず、最近のシンセサイザーと比べ極めて音質が悪い。しかし、MIDIの欠点である音色の互換性を補っているともいえる。
- Windowsのバージョンによって仕様が少し異なり、必ずしも期待した通りに鳴らない。
  - Windows XPで追加された代理発音機能がWindows Vistaで削除され(ヤマハの特許に触れるためと言われている)、環境によって一部のパートが鳴らない。GM リセットを先に送信するか、音色配列外の音色を使わないことで回避できる。ただし、後者の方法ではBank Select LSBを0にしなければならない。
  - Use For Rhythm Partを送信し、複数のドラムセットを使用するとドラムパートが無音になる。ただし、Microsoft GS Wavetable SW Synthでは発生しない上に、ドラムセットが3つ以上使えてしまう(GS の規格では 2 つまで)。
  - Microsoft GS Wavetable SW Synthにおいて、ドラムパートで極端に短い間隔でノートオンとノートオフを送信すると音が途切れる。また、XG System ONを送信するとドラムパート以外が無音になる。

### 類似音源
音源の中でRoland社のVSC-55やSC-33以外にQuickTimeのMIDI音源（QuickTime Music Synthesizer）がある。QuickTime Music SynthesizerはMicrosoft Synthesizerのような問題点が改善されている。ただしMicrosoft SynthesizerはCeleron 300MHz程度のチープな環境でも動作するのに対して、QuickTime Music SynthesizerはPentium III 1GHz程度のCPUパワーが必要。